# 世界運動會棒球比賽
世界運動會棒球比賽只有於1981年世界運動會在聖荷西市立體育場舉辦過一次。
比賽結果是美國隊冠軍、韓國隊亞軍、澳洲隊季軍。